# POWER2
POWER2 — микропроцессорная архитектура, разработанная компанией IBM, продолжение и развитие микропроцессорной архитектуры POWER. Первый процессор был выпущен в сентябре 1993 года как новый RISC-процессор для рабочих станций RS/6000 компании IBM. В 1993 году POWER2 был самым быстрым микропроцессором, превосходя по скорости микропроцессорв DEC Alpha 21064. Когда в 1993 году был выпущен процессор Alpha 21064A, POWER2 потерял лидерство и стал вторым по скорости. Архитектура использовалась до 1998 года, когда её сменила архитектура POWER3.
Как и предыдущая версия POWER, процессор POWER2 состоял из нескольких микросхем, содержал второй блок вычислений с фиксированной точкой и второй блок вычислений с плавающей точкой, на один больше, чем предыдущий процессор POWER. Была повышена тактовая частота до диапазона 55-71.5 МГц, увеличен размер кэша данных до 128-256 Кбайт, и кэша инструкций - до 32 Кбайт, а также добавлено несколько новых инструкций. 8 микросхем процессора содержали 23 миллиона транзисторов. Процессор изготавливался компанией IBM по 0.72-микрометровой CMOS-технологии.
В мае 1994 года на рынке была представлена улучшенная версия процессора - POWER2+ - состоявшая уже из 6 микросхем.
Однокорпусная версия процессора (POWER2 Super Chip или P2SC) с тактовой частотой в диапазоне 135-160 МГц была выпущенная в октябре 1996 года по 0,29-микрометровой технологии. Она стала основой шахматного компьютера Deep Blue, впервые одержавшего победу над действующим чемпионом мира по шахматам Гарри Каспаровым в 1997 г.